# Алексієвська сільська рада (Асекеєвський район)
Алексі́євська сільська рада (рос. Алексеевский сельский совет) — сільське поселення у складі Асекеєвського району Оренбурзької області Росії.
Адміністративний центр — село Алексієвка.

## Населення
Населення — 133 особи (2019; 301 в 2010, 474 у 2002).

## Склад
До складу сільської ради входять:
| Населений пункт     | Населення, осіб (2002) | Населення, осіб (2010) |
| ------------------- | ---------------------- | ---------------------- |
| 1334 км, селище     | 8                      | 0                      |
| Алексієвка, село    | 409                    | 272                    |
| Воскресеновка, село | 57                     | 29                     |